# Ljeskare
Ljeskare (en serbe cyrillique : Љескаре) est un village de Bosnie-Herzégovine. Il est situé sur le territoire de la ville de Prijedor et dans la république serbe de Bosnie. Selon les premiers résultats du recensement bosnien de 2013, il compte 430 habitants.

## Géographie
Le village est situé au bord de la rivière Ljubija, un affluent gauche de la Sana.

## Démographie

### Évolution historique de la population dans la localité
| 1948 | 1953 | 1961 | 1971 | 1981 | 1991 | 2013 |
| ---- | ---- | ---- | ---- | ---- | ---- | ---- |
| -    | -    | 326  | 321  | 646  | 611  | 430  |

|  |

### Communauté locale
En 1991, la communauté locale de Ljeskare comptait 1 818 habitants, répartis de la manière suivante :